# 灘口牌坊
灘口牌坊位於重慶市北碚區水土鎮大地村小學內，文物遺址年代為清代，2009年12月15日列為第二批重慶市文物保護單位。